# Paropsis
Genre
Paropsis est un genre d'insectes coléoptères de la famille des Chrysomelidae. On trouve ses espèces en Australie et en Nouvelle-Zélande, notamment sur les eucalyptus.

## Liste d'espèces
Voir BioLib.